# 西風の狂詩曲
『西風の狂詩曲』（にしかぜのラプソディ、The Rhapsody of Zephyr）は、韓国のゲームメーカー・ソフトマックス制作のRPG作品。

## 概要
1998年3月に韓国で発売され、130,000本以上の大ヒットを記録しており、日本では1999年10月に日本ファルコムよりPC版（Windows 95専用CD-ROM）も発売され、発売累計40,000本以上の売上を記録している。同社の『創世記戦争』シリーズの外伝「創世記戦外伝1〜西風の狂詩曲」にあたる。「新ソフトウェア大賞」、「ソフトエキスポ'98商品賞コンテンツ」など数々の賞を受賞している。
2001年2月22日にドリームキャスト専用ゲームソフトが発売された。
2004年1月29日にマーベラスインタラクティブより操作性の改善・クリア特典の追加などパワーアップしてPlayStation 2専用ゲームソフトも発売されており、初回限定版にはゲーム中のGBM全42曲が収録した「プレミアムサウンドトラック」が同梱されている。オリジナルのオープニングも新たに収録した。

## あらすじ
「モンテ・クリスト伯」をベース、17世紀ヨーロッパを舞台にした中世欧州風RPG作品。

## 登場人物
シラノ・バーンスタイン（Cyrano Bernstin）
メルセデス・ボルジア(Mercedes Borgia)
ロベルト・デ・メディチ（Robertode Meditch）
イザベル・リプニッツ（Isabele Lipnetz）
リデル・ハード（Rhidel Hard）
クラウジビッツ（Cleusewitz）
カーナ・ミラノビッチ（Kana Milanovich）
エスメラルダ（Esmeralda）
クリス（Chris）
シルバーナ（Silverna）
チェザレ・ボルジア（Cesare Borgia）
奇傑ホースト

## 作中用語
- アンタリア（Antaris）
- 創世紀戦争（The War of Genesis）
- 黒太子（Karl Styner）
- ダークアーマー西部連合（Dark Armor）
- シルバーアロー東方諸国連合（Silver Armor）
- 旧帝国領（Demminions）
- トゥリシス帝国（Trisis）
- サイラップ（Cyrupps）
- ビフロスト公国（Bifrost）
- ペンドラゴン王国（Pandragon）
- テュル帝国（Empire Tour）
- トゥリシス砂漠（Desert of Trisis）
- 帝国主神教（Empire Goddism）
- 魔装機（Mech Armored Golem）
- 最強四剣士（Four Great Swordsmen）
- 創世紀戦秘録（The Secret Memoir of Genesis War）
- ゼフィールファルコン（ZephyrFalcon）
- 帝国七勇士（Seven Heroes of Empire）
- 帝国流剣法（Swordsmanship of Empire）
- 神学（Theology）
- 12主神

1. 至高神プライオス（Prios of the One）
2. 太陽のビスバテン（Bisbaden of Sun）
3. 地のラエビウス（Laebius of Land）
4. 知恵のオブスキュラ（Obscura of Wisdom）
5. 戦のシャクバリ（Shakbari of War）
6. 風のビドゴシュセ（Bidgosuge of Wind）
7. 火のエルガメネス（Ergamenes of Fire）
8. 稲妻のカラト（Karat of Lightning）
9. 正義のディエネ（Diene of the Right）
10. 建造のアトレウス（Atreus of Construction）
11. 慈悲のアビドス（Abidos of Mercy）
12. 愛情のエルギヤス（Ergiyas of Devotion）

- 13暗黒神

1. 混沌のデイモス(Deimos of Chaos）
2. 月のディアブロ（Diablo of Moon）
3. 海のイスキンデルン（Iskinderum of Ocean）
4. 雲のラマン（Laman of Cloud)
5. 死のドネフロジス（Donefroges of Death）
6. 生贄のアルハスマ（Arhasma of Sacrifice）
7. 傲慢のヴァローネ（Vallone of Arrogance）
8. 水のユゲネア（Yugenea of Water）
9. 病のティリベル（Tiribelle of Disease）
10. 陰謀のベラモード（Beramode of Conspiracy）
11. 紛争のオバディア（Obadia of Dispute)
12. 破滅のユスタシア（Yustacia of Destruction）
13. 毒のイシュパイク（Ishbike of Poison）

## 関連書籍
- 『西風の狂詩曲 プロフェッショナルガイド』（光栄、2004年2月29日発売） ISBN 4-7758-0153-8